# Bengalia inermis
Bengalia inermis är en tvåvingeart som beskrevs av Malloch 1927. Bengalia inermis ingår i släktet Bengalia och familjen spyflugor. Inga underarter finns listade i Catalogue of Life.